# Florian Heinemann

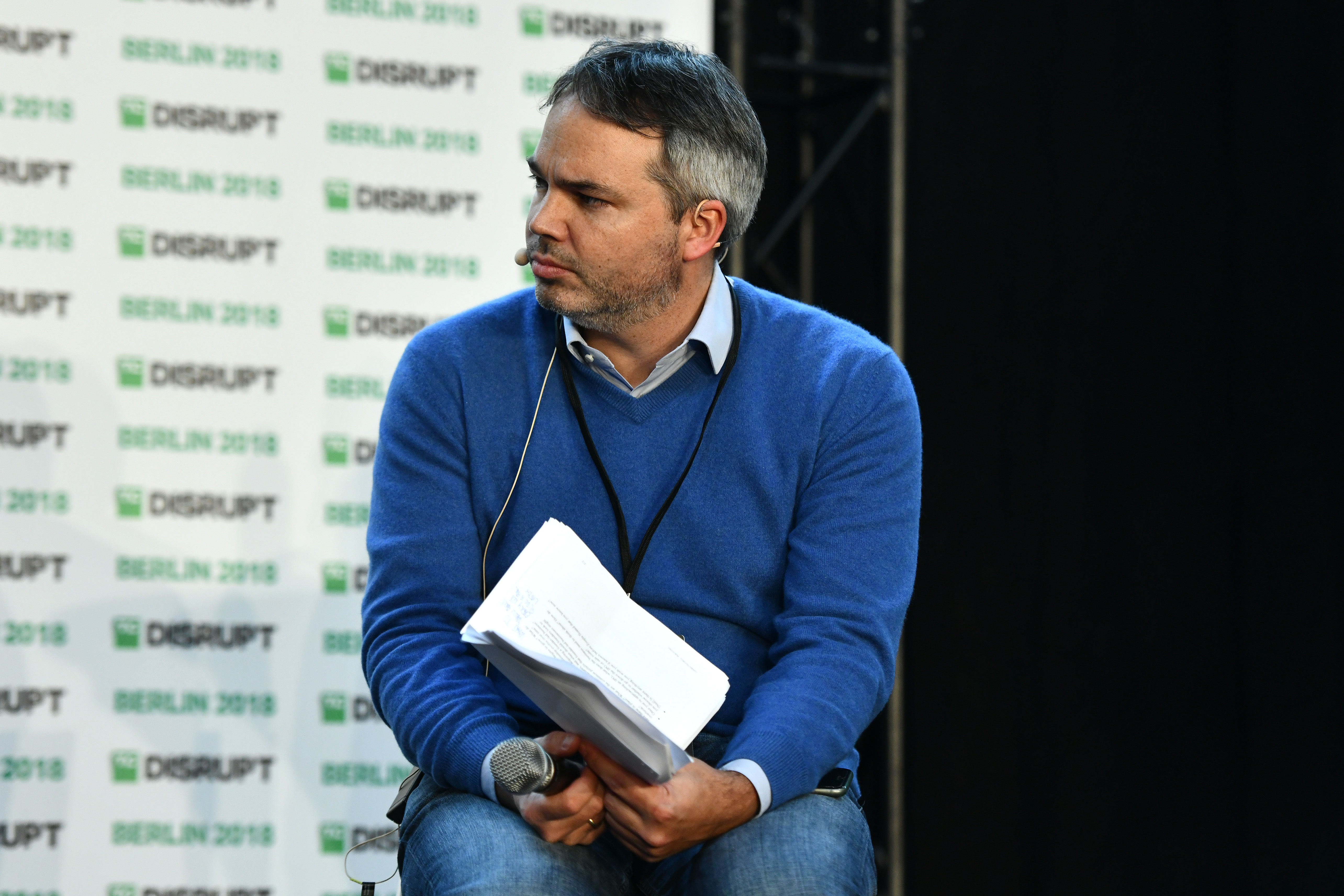
Florian Heinemann auf der Bühne bei TechCrunch Disrupt Berlin 2018

Florian Heinemann (* 15. Januar 1976 in Bergisch Gladbach) ist ein deutscher Unternehmer, Serial Entrepreneur, Risikokapitalgeber und Business Angel.
Heinemann war wesentlich involviert bei Unternehmen wie JustBooks (als Gründer 1999, Verkauf 2001 an AbeBooks, Verkauf 2008 an Amazon), Zalando (Gründungsinvestor 2008), Rocket Internet (Mitglied der Geschäftsführung 2007–2012) und Project A Ventures (Gründungspartner 2012).

## Werdegang
Florian Heinemann ist verheiratet und lebt in Berlin. Er hat 1999 einen Abschluss als Diplom-Kaufmann in BWL von der WHU – Otto Beisheim School of Management Koblenz erhalten. 2002–2006 hat er in den Schwerpunkten Innovations-Management und Entrepreneurship unter dem Titel „Organisation von Projekten der Neuproduktentwicklung“ an der HHL Handelshochschule Leipzig und an der RWTH Aachen promoviert. 2005 war er Gastwissenschafter an der Wharton School in Philadelphia.
Heinemann ist Gründungspartner des Frühphaseninvestors Project A Ventures in Berlin, wo er für die Bereiche Marketing, CRM und Business Intelligence zuständig ist. Vor der Gründung von Project A Ventures war er Geschäftsführer bei Rocket Internet. Während seiner Zeit bei Rocket Internet war er hauptsächlich beim Aufbau von Zalando, Global Fashion Group und eDarling/Affinitas involviert.
Vor Rocket Internet war Florian Heinemann Mitgründer und Geschäftsführer von JustBooks (später AbeBooks), wo er die Bereiche Marketing und Produkt verantwortet hat. Danach war er mit zuständig für den Bereich Online Marketing bei Jamba! und dem Online Dating Portal iLove (2003–2005, Verkauf an Verisign). 2006 hat er den Online-Marktplatz Antibodies Online mitgegründet (Verkauf an BroadOak Capital Partners).

### Gremien
Neben seiner Tätigkeit als Partner bei Project A ist Heinemann Mitglied in mehreren Gremien und Aufsichtsräten, u. a. bei Unternehmen und Organisationen wie
- Körber AG (Mitglied des Aufsichtsrats)
- Henkel (Mitglied des Digital Advisory Boards)
- oetker (Mitglied des Digital Advisory Boards)
- ABOUT YOU (Mitglied des Supervisory Boards)
- Startup Teens (Gesellschafter)
- Media.net Berlin Brandenburg (Mitglied des Aufsichtsrats)
- yoummday (Mitglied des Beirats)[9]

## Investitionen
Florian Heinemann hat laut eigener Angaben als Business Angel in ca. 100 Start-ups investiert. Ein Großteil der Unternehmen ist in Deutschland ansässig. Darunter befinden sich Unternehmen wie Trivago (Seed Investor), Zalando (Gründungsinvestor), Audibene (Seed Investor), Home24 (Gründungsinvestor), CityDeal/Groupon (Gründungsinvestors), Betreut.de/Care.com (Seed Investor), ClassPass (Frühphaseninvestor), Mimi Hearing (Frühphaseninvestor), Bitbond (Seed Investor) und Lillydoo (Frühphaseninvestor). Florian Heinemann ist einer der Gründungsinvestoren der CODE University of Applied Sciences in Berlin.

## Veröffentlichungen (Auswahl)

### Werke
- Organisation von Projekten zur Neuproduktentwicklung. Gabler Edition Wissenschaft, Hamburg 2014. ISBN 978-3835007741.
- Unternehmertum. Kochhammer Verlag, Stuttgart 2014. ISBN 978-3170193840.
- Erfolgreiche Unternehmerteams. Springer Gabler, Wiesbaden 2009. ISBN 978-3834903020.

### Wissenschaftliche Fachartikel
Heinemann hat Artikel in internationalen Zeitschriften veröffentlicht, u. a.:
- 2011 in Journal of Product Innovation Management[13]
- 2010 in Strategic Management Journal[14]
- 2010 in Journal of Marketing Management[15]
- 2009 in Zeitschrift für Betriebswirtschaft[16]
- 2008 in Journal of International Marketing[17]

### Journalistische Artikel und Interviews
- Florian Heinemann von Project-A: Wer ist eigentlich Prosus? in t3n vom 25. Oktober 2019, abgerufen am 1. Mai 2025.
- Zalando unterbewertet – und Apple wird das neue Yahoo in Manager Magazin vom 24. Januar 2025, abgerufen am 1. Mai 2025.
- Shopping-App aus China - Was hinter Temus Börsenabsturz steckt in Manager Magazin vom 13. September 2024, abgerufen am 1. Mai 2025.
- Amazons kalkulierte Härte in Manager Magazin vom 5. April 2024, abgerufen am 1. Mai 2025.
- So wappnen sich Firmen für die Digitalisierung in Capital (Deutschland) vom 21. Oktober 2016, abgerufen am 1. Mai 2025.

### Gastbeiträge
- Das E-Commerce Buch: Marktanalysen – Geschäftsmodelle – Strategien, Deutscher Fachverlag, 2017. ISBN 978-3866413078.
- Online Mittelstand in Deutschland, Band 4, CreateSpace Independent Publishing, 2015. ISBN 978-1516898657.
- Entrepreneurship (ZfB Special Issue), Gabler Verlag, 2006. ISBN 978-3834903631.
- Online-Kooperationen: Erfolg im E-Business durch strategische Partnerschaften, Gabler Verlag, 2003. ISBN 978-3409123693.
- Innovation – Technik – Zukunft, Springer Fachmedien Wiesbaden, 2002. ISBN 978-3810036506.
- Die eCommerce-Gewinner. Wie Unternehmen im Web profitabel wurden., Frankfurter Allgemeine Buch, 2002. ISBN 978-3934191709.
- Silicon Valley, Made in Germany. Was Sie von erfolgreichen Unternehmen der New Economy lernen können., Vieweg Verlagsgesellschaft, 2000. ISBN 978-3528057473.

## Auszeichnungen
- 2012 Capital „Top 40 unter 40“
- 1996–1999 Stipendiat der Studienstiftung des deutschen Volkes[1]